# Labrossyta scotoptera
Labrossyta scotoptera là một loài tò vò trong họ Ichneumonidae.